# Plàtan d'en Gibert
El plàtan d'en Gibert (Platanus × hispanica) és un arbre que es troba al municipi de Monistrol de Montserrat (el Bages).

## Dades descriptives
- Perímetre del tronc a 1,30 m: 4,45 m.
- Perímetre de la base del tronc: 8,22 m.[1]
- Alçada: 33 m.
- Amplada de la capçada: 26,1 m.
- Altitud sobre el nivell del mar: 159 m.

## Entorn
Es troba a peu de la carretera d'accés a la muntanya de Montserrat, amb lateral de ribera per una banda i paret de pedra per l'altra. Les herbes que l'envolten, més enllà de l'asfalt, són fonoll, herba de Sant Jordi, escabiosa borda, lletsó, berbena, morella de paret, blet blanc, pa de cucut, herba de Sant Benet, plantatge, amarant i olivarda. D'arbusts i lianes, hi ha heura, troana naturalitzada i matabou. També l'acompanyen arbres, com ara l'ametller, la figuera i l'om.

## Aspecte general
Es tracta d'un plàtan d'una gran bellesa de forma, de port generós i globulós, presenta unes dimensions força considerables per a la seua espècie a Catalunya i se'l veu molt sa i vigorós. Tant la proximitat del riu i, segurament, d'aigües freàtiques, així com la frescor i pulcritud de l'indret faciliten el seu aspecte realment imponent i saludable. S'hi observa alguna vella marca de podes molt antigues, però totalment compartimentada. És un arbre força gros: quatre abraçades d'homes fornits li donen la volta amb penes i treballs.

## Curiositats
És un vell arbre de carretera: aquesta espècie va ésser implantada a principis del segle xx pel seu valor d'arbre de devesa i de passeig, així com de límit de carretera. Fou plantat als volts de l'any 1856 en terres de la família Gibert (la nissaga dels Gibert va donar a Monistrol de Montserrat batlles, consellers i capellans que, sorgits d'una pagesia feudal, van tindre el seu major auge durant el segle xviii i fins ben entrat el xx). La gent de la vila empra una expressió referida a aquest arbre: "Donar la volta a l'arbre del Gibert", la qual vol dir "anar de la plaça de la Font Gran fins a la plaça del Pont, bo i passant per sota de l'arbre".

## Accés
Un cop a Monistrol de Montserrat, cal agafar la carretera que ascendeix cap al Parc Natural de la Muntanya de Montserrat (BP-1121). Transcorreguts a penes 250 metres des de l'inici de la carretera, trobarem el plàtan a la nostra dreta. Uns 50 metres després, a mà esquerra, hi ha una zona d'aparcament on podem deixar l'automòbil (en cas de visitar l'arbre amb vehicle). GPS 31T 0403744 4607092.